# HMS Invincible (R05)
La HMS Invincible (R05) è stata una portaerei leggera, la prima nave della sua classe. Radiata il 3 agosto 2005, ha lasciato il titolo di ammiraglia della Royal Navy alla Illustrious. È stata la sesta nave a portare il nome Invincible.
Il 6 giugno 2005 il ministro della difesa britannico annunciò che sarebbe stata smantellata dopo il 2010 e infatti, il 6 gennaio 2011, è stata messa all'asta per recuperarne l'acciaio e successivamente demolita ad Aliağa, in Turchia.

## Storia
L'unità venne costruita dalla Vickers Shipbuilding and Engineering, con lo scopo di affiancare in un primo momento e poi sostituire la HMS Hermes. Oggigiorno ha ricevuto molte onorificenze, dovute in particolare alla vittoria nella Guerra delle Falklands.

### La proposta di vendita alla Marina Australiana
Il 5 febbraio 1982 la Marina Australiana annunciò, dopo mesi di trattative, di aver accettato la proposta della Gran Bretagna per la vendita della Invincible al costo di 175 milioni di sterline, per sostituire la HMAS Melbourne. Anche il Ministro della Difesa Inglese confermò la notizia. Il 2 aprile 1982 successe però quello che non ci si poteva aspettare: l'Argentina invase le Isole Falkland. La Royal Navy allora fece muovere la HMS Hermes e la HMS Invincible da Portsmouth verso le isole attaccate dagli Argentini, su ordine dell'allora primo ministro Margaret Thatcher. Nel luglio 1982 la Gran Bretagna annunciò di non voler più vendere la Invincible, ma di voler mantenere in servizio la nave per avere tre portaerei. I britannici in cambio avevano offerto nel dicembre 1983 la portaerei Hermes, ma l'Australia declinò l'offerta.

## Armamenti e aeromobili
La nave poteva trasportare al massimo 9 Sea Harrier e 12 elicotteri Sea King quando impiegata nel ruolo ASW (lotta antisommergibile).
Come le altre navi della stessa classe possedeva, come sistemi difensivi, tre Goalkeeper CIWS, cannoni di fabbricazione olandese, situati a prua e a poppa e 2 cannoni GAM-B01 da 20 mm che andavano a completare l'artiglieria.
I sistemi di disturbo e le contromisure elettroniche erano forniti dalla Thales, e alcuni lanciatori Seagnat fornivano la copertura antiradar di chaff e di flare che ingannano l'infrarosso.
Durante la guerra delle Falkland-Malvine la nave ospitava il quartier generale per le operazioni della Royal Navy task force. Il ponte di volo era lungo 170 m e includeva il caratteristico "ski-jump" (un trampolino inclinato di 7° (all'inizio), in seguito estesa fino a 12°).
Come la maggior parte delle portaerei non possedeva missili, non disponendo di spazi pratici e sicuri per la loro sistemazione.

## Altre navi con lo stesso nome
In passato un'altra nave importante ha portato il nome di HMS Invincible: si tratta di un incrociatore da battaglia del 1907, che partecipò anche lui ad una Battaglia delle Falkland, quella della prima guerra mondiale.